# Richard Clayderman
Philippe Robert Louis Pagès, más conocido por su nombre artístico Richard Clayderman (París, 28 de diciembre de 1953), es un pianista francés especializado en música ligera y uno de los más exitosos a nivel mundial, con más de 70 millones de discos vendidos, siendo premiado con 267 discos de oro y 70 discos de platino, y habiendo realizado más de 600 conciertos alrededor del mundo. Es conocido por su interpretación de «Balada para Adelina» («Ballade pour Adeline»).

## Biografía
Comenzó sus estudios de piano a muy temprana edad gracias a su padre, quien era profesor de música. Con 12 años ingresó en el Conservatorio de Música de París, donde cuatro años después obtuvo el Primer Lugar al Mérito. Sus primeros pasos como músico profesional los dio tocando en sesiones de grabación para poder seguir pagando sus estudios de capacitación y perfeccionamiento. En función de ello y de su especial talento, tocó en grabaciones de Michel Sardou, Thierry LeLuron y Johnny Halliday.
En 1976 es convocado junto con otros treinta pianistas por el productor discográfico francés Olivier Toussaint y su socio, el compositor Paul de Senneville, para realizar una prueba para la empresa discográfica francesa Disques Delphine para grabar algunas baladas. Clayderman fue elegido y entraría a los estudios de grabación para realizar su primer álbum titulado con su nombre. En este álbum ejecutó el piano y teclados electrónicos tales como órganos y sintetizadores, siendo este uno de los dos que realizara con estos últimos instrumentos. La mundialmente famosa "Balada para Adelina" ("Ballade pour Adeline"), compuesta por Paul de Senneville en honor de su hija, recién nacida entonces, fue una de las piezas de este álbum que lo lanzó al estrellato mundial. Este sencillo vendió alrededor de 22 millones de copias en más de 30 países.
Actualmente lleva grabadas más de 1500 piezas musicales distintas, entre ellas El Vals Del Recuerdo de Marcelo Boasso, Yesterday (de The Beatles), The Sound of Silence y Strangers in the night. Ha grabado dos discos acompañado por la orquesta del músico alemán James Last. Su popularidad basada en la interpretación de piezas musicales de otros artistas, al mejor estilo de Ray Conniff, le ha otorgado fama mundial.

## Discografía[1]

### Discografía original
| Año de publicación | Título                                                                       | Discográfica                                                   |
| 1977               | Richard Clayderman                                                           | Disques Delphine (Francia)                                     |
| 1978               | A comme amour                                                                | Disques Delphine (Francia)                                     |
| 1978               | Medley concerto                                                              | Disques Delphine (Francia)                                     |
| 1979               | Rêveries                                                                     | Disques Delphine (Francia)                                     |
| 1979               | Lettre à ma Mère                                                             | Disques Delphine (Francia)                                     |
| 1980               | Les musiques de l'amour                                                      | Disques Delphine (Francia)                                     |
| 1981               | Rondo pour un tout petit enfant                                              | Disques Delphine (Francia)                                     |
| 1981               | Richard Clayderman en concert (Coup de Cœur)                                 | Disques Delphine (Francia)                                     |
| 1982               | Rêveries N° 2                                                                | Disques Delphine (Francia)                                     |
| 1982               | Couleur tendresse                                                            | Disques Delphine (Francia)                                     |
| 1982               | Christmas                                                                    | Disques Delphine (Francia)                                     |
| 1983               | Le Premier Chagrin d'Elsa                                                    | Disques Delphine (Francia)                                     |
| 1983               | Ein Traum von Liebe                                                          | Disques Delphine (Francia)                                     |
| 1983               | A Pleyel                                                                     | Disques Delphine (Francia)                                     |
| 1984               | Concert under the stars                                                      | Disques Delphine (Francia)-Victor Musical Industries (Japón)   |
| 1984               | Music of love                                                                | Decca Records (Reino Unido)                                    |
| 1984               | Cœur fragile                                                                 | Disques Delphine (Francia)                                     |
| 1985               | The classic touch                                                            | Disques Delphine (Francia)                                     |
| 1985               | Les sonates                                                                  | Disques Delphine (Francia)                                     |
| 1986               | Romantic                                                                     | Disques Delphine (Francia)                                     |
| 1986               | Hollywood and Broadway                                                       | Disques Delphine (Francia)                                     |
| 1987               | Songs of love                                                                | Disques Delphine (Francia)-Decca Records (Reino Unido)         |
| 1987               | Eléana                                                                       | Disques Delphine (Francia)-Decca Records (Reino Unido)         |
| 1988               | A little night music                                                         | Disques Delphine (Francia)                                     |
| 1988               | Zodiacal Symphony                                                            | Disques Delphine (Francia)                                     |
| 1988               | Turkey, Mon Amour (Aşkim Türkiye)                                            | Disques Delphine (Francia)-Balet Plak (Turquía)                |
| 1988               | Romantic America                                                             | Columbia Records (Canadá)                                      |
| 1988               | Quel gran genio del mio amico - Richard Clayderman interpreta Lucio Battisti | RCA Records (Italia)                                           |
| 1988               | On TV                                                                        | Victor Musical Industries (Japón)                              |
| 1988               | Thailand, mon amour                                                          | Kloster Records (Tailandia)                                    |
| 1989               | Anemos                                                                       | Victor Musical Industries (Japón)                              |
| 1989               | Amour Pour Amour                                                             | Disques Delphine (Francia)                                     |
| 1989               | The love songs of Andrew Lloyd Webber                                        | Disques Delphine (Francia)                                     |
| 1990               | My classic collection                                                        | Disques Delphine (Francia)                                     |
| 1990               | The Fantastic Movie Story Of Ennio Morricone                                 | Disques Delphine (Francia)                                     |
| 1990               | 'Il y a toujours du Soleil... au-dessus des nuages                           | Disques Delphine (Francia)                                     |
| 1991               | Together at Last                                                             | Disques Delphine (Francia)-Polydor GmbH (Alemania)             |
| 1992               | América Latina mon amour                                                     | Disques Delphine (Francia)                                     |
| 1993               | Richard Clayderman Plays ABBA, the hits                                      | Disques Delphine (Francia)                                     |
| 1993               | Desperado                                                                    | Disques Delphine (Francia)                                     |
| 1994               | Les Nouvelles Ballades Romantiques                                           | Disques Delphine (Francia)                                     |
| 1994               | In harmony                                                                   | Disques Delphine (Francia)-Polydor GmbH (Alemania)             |
| 1994               | When a man loves a woman                                                     | Disques Delphine (Francia)                                     |
| 1995               | The Carpenters collection                                                    | Disques Delphine (Francia)                                     |
| 1995               | Japón mon amour                                                              | Victor Musical Industries (Japón)                              |
| 1996               | México con amor                                                              | Disques Delphine (Francia)-Polygram Latino US/RODVEN (EE. UU.) |
| 1996               | Love follow us                                                               | Rock Records (Taiwán)                                          |
| 1996               | Tango                                                                        | Disques Delphine (Francia)                                     |
| 1996               | My australian collection                                                     | WEA-Warner Music (Australia)                                   |
| 1997               | Love follow us 2                                                             | Rock Records (Taiwán)                                          |
| 1997               | Scandinavian Collection                                                      | CMC-Emi Music (Escandinavia)                                   |
| 1997               | Serenade De l'Etoile                                                         | Victor Musical Industries (Japón)                              |
| 1997               | Les Rendez-Vous du hasard                                                    | Disques Delphine (Francia)                                     |
| 1997               | My bossanova favorites                                                       | Disques Delphine (Francia)                                     |
| 1998               | Chinese garden                                                               | Disques Delphine (Francia)                                     |
| 1998               | In amore                                                                     | Disques Delphine (Francia)                                     |
| 1998               | Encore!                                                                      | Victor Musical Industries (Japón)                              |
| 1999               | Joue-moi tes rêves                                                           | Disques Delphine (Francia)                                     |
| 2000               | Together                                                                     | Disques Delphine (Francia)-Arcade / Chryslie Records (Benelux) |
| 2000               | 101 Solistes Tziganes                                                        | Disques Delphine (Francia)                                     |
| 2001               | Chinese evergreen                                                            | Disques Delphine (Francia)-Rock Records (Taiwán)               |
| 2002               | Mysterious Eternity                                                          | Disques Delphine (Francia)                                     |
| 2002               | Everybody Loves Someone Sometime                                             | Disques Delphine (Francia)                                     |
| 2002               | The confluence                                                               | Delphine Productions (Francia)-Virgin Records (India)          |
| 2003               | Richard Clayderman plays antique pianos                                      | Victor Musical Industries (Japón)                              |
| 2003               | Rendez-vous                                                                  | Victor Musical Industries (Japón)                              |
| 2005               | New                                                                          | Disques Delphine (Francia)                                     |
| 2005               | Forever...my way                                                             | Victor Musical Industries (Japón)                              |
| 2007               | A thousand winds                                                             | Victor Musical Industries (Japón)                              |
| 2008               | The Confluence II                                                            | Saregama India Limited (India)                                 |
| 2013               | Romantique                                                                   | Decca Records (Reino Unido)                                    |

### Reediciones y compilaciones
| Año de publicación | Título                          | Discográfica                             |
| 1985               | Ballade pour Adeline            | BR Music (Benelux)                       |
| 1986               | Piano et orchestre              | Victor Musical Industries (Japón)        |
| 1987               | France mon amour                | Disques Delphine (Francia)               |
| 1990               | Digital concerto                | Paradiso Records (Bélgica)               |
| 1994               | A little romance                | Quality Records (EE. UU.)                |
| 1995               | The magic of brazilian music    | Rodven Records-Quality Records (EE. UU.) |
| 1997               | A touch of latino               | Crimson Records (Reino Unido)            |
| 1997               | Balada para Adelina             | Palacio de la Música (Venezuela)         |
| 1997               | Richard Clayderman y sus amigos | Palacio de la Música (Venezuela)         |
| 1999               | En Venezuela                    | Palacio de la Música (Venezuela)         |
| 1999               | Millennium Gold Collection      | Gallo Records (Sudáfrica)                |
| 2001               | Lo mejor de Richard Clayderman  | Divucsa (España)                         |
| 2001               | Anniversary Collection          | Reader's Digest (Reino Unido)            |
| 2001               | Ecos de Sudamérica              | Divucsa (España)                         |
| 2001               | Golden moments                  | Som Livre (Portugal)                     |
| 2001               | The love collection             | Metro Records (Reino Unido)              |
| 2004               | Romantic dreams                 | Disky (Países Bajos)                     |
| 2004               | Together at Last (3 CDs)        | Disky (Países Bajos)                     |